# Knights of the Dinner Table
Knights of the Dinner Table (KoDT) ist ein amerikanischer Comic von Jolly R. Blackburn, der von Kenzer & Company verlegt wird. Er handelt in erster Linie von Rollenspielern und deren Aktionen am Spieltisch, welche sich oft auf unglückliche aber humorvolle Weise auf das Spiel auswirken. Der Name ist eine Anspielung auf König Arthurs Ritter der Tafelrunde.

## Comic
Die Charaktere sind als einfache Karikaturen gezeichnet. Die Zeichnungen wurden in den Computer eingescannt und ständig wiederverwendet.
Die ersten sechs Ausgaben wurden in Deutschland in zwei Heften mit dem Titel Bundle of Trouble vom Magazin MangasZene herausgegeben.

## Geschichte
KoDT erschien das erste Mal in der zweiten Ausgabe des Shadis-Magazins im März 1990, als der damals als Redakteur beschäftigte Jolly R. Blackburn auf Comics für die letzte Seite wartete. Er entschied kurzentschlossen, einen einfachen Strip selbst zu zeichnen und diesen auf die letzte Seite zu setzen. Er nannte ihn „Knights of the Dinner Table“ und führte mit diesem die Charaktere B.A. und Bob ein. Als die dritte Ausgabe bevorstand, hatte er immer noch keine Comics für die letzte Seite und fuhr mit seinem eigenen Comicstrip fort, in welchem er Dave und Brian integrierte. Für die sechste Ausgabe hatte Blackburn schließlich andere Comics und ersetzte KoDT durch diese, allerdings verlangten die Leser die Rückkehr des Knights-Strip. Von der 7. bis zur 21. Ausgabe im Jahr 1996 war KoDT Bestandteil von Shadis, danach wechselte der Strip zum Dragon Magazin (Ausgabe 226). Von 1996 an bis heute wird der Strip als monatliches Comicheft Knights of the Dinner Table Magazine verlegt.
Ursprünglich von Blackburn selbst produziert, wurde die Serie später von Kenzer  übernommen, die damit begannen, die vierte Ausgabe des KoDT Magazins ein zweites Mal aufzulegen, da die erste Auflage wegen eines Fehlers praktisch unleserlich war. Blackburn wechselte als Vize-Präsident und Produzent von KoDT-Geschichten zu Kenzer, wo einige der dort angestellten Spiele-Entwickler und Führungskräfte begannen, ihn mit Ideen zu versorgen und eng mit ihm an den Strips zusammenzuarbeiten, um letzten Endes als „KoDT Development Team“ (oder einfach das „D-Team“) bekannt zu werden.  Seit damals wurde KoDT zum Hauptprodukt von Kenzer, wobei das Magazin sich zu einer Kenzer-lastigen allumfassenden Spielewerbung entwickelt hat.  Einige der von Kenzer veröffentlichten Spiele hatten ihren Ursprung in den KoDT-Strips, zum Beispiel Fairy Meat und später auch HackMaster selbst, andererseits tauchen auch andere Kenzer-Spiele, wie Kingdoms of Kalamar, von Zeit zu Zeit in KoDT auf.
Die Popularität der Comics zeigt sich in verschiedenster Art und Weise. Bei Conventions, an denen Kenzer teilnimmt, ist es eine beliebte Attraktion, Teilnehmern oder gar Mitgliedern des D-Teams bei Lesungen der Comic-Strips mit verteilten Rollen zuzuhören. KoDT gewann außerdem den Origins Award Best Professional Game Magazine im Jahre 1998 und 1999.

## Spin-offs
Das zuerst nur fiktionale Rollenspiel HackMaster aus den Comics wurde von Kenzer auf den Markt gebracht. Das Spiel basiert auf der ursprünglichen Version von Advanced Dungeons & Dragons. Hackmaster erfreut sich großer Beliebtheit und gewann 2002 die Origins-Auszeichnung Game of the Year 2001.
Die meistgespielten vier HackMaster-Charaktere der Knights selbst (Brians Teflon Billy, Daves El Ravager, Bobs Knuckles the Sixth, King of the Wallclimbers und Saras Thorina) wurden als Vorlage für Spielbücher in dem Lost-Worlds-System aus dem Flying-Buffalo-Verlag verwendet.
Im Jahr 2000 wurde ein Ableger von KoDT namens Knights of the Dinner Table Illustrated, auch bekannt als K.ILL. veröffentlicht. Die Handlung in diesem Comic umfasst hauptsächlich die KoDT-Abenteuer, jedoch geht es hierbei um die Handlungen der Spieler-Charaktere und nicht um die der Spieler.
Eine deutsche Ausgabe erschien 2003 im Verlag Erbstößer & Holzer.

## Charaktere

### Die Knights of the Dinner Table
- B.A. (Boris Alphonso) Felton, Gründer und (meistens) Spielleiter der KoDT. Er neigt dazu, überteuerte Spiele von „Weird Pete“, dem örtlichen Spieleladenbesitzer, zu kaufen.
- Bob Herzog, ein Powergamer, der lange Zeit den zwergischen Dieb Knuckles the Sixth spielte.
- Dave Bozwell, Freund von Bob und typischer Hack & Slash-Spieler. Sein langzeitiger Charakter war der Kämpfer El Ravager, bewaffnet mit einem Hackmaster +12-Schwert.
- Sara Felton, B.A.s Kusine, die später zu der Gruppe stieß. Sie legt Wert auf Charakterspiel und versucht, nicht alle Probleme im Spiel mit Gewalt zu lösen.
- Brian van Hoose, ein „Regelanwalt“, der ganze Regelbücher im Kopf hat. Spielte lange Zeit den halbzwergischen Kampfmagier Black Lotus, der den Spitznamen „Teflon Billy“ bekam.

### Andere Gruppen
- Die „Black Hands“, geleitet von Victor „Nitro“ Fergueson. Mitglieder sind „Weird“ Pete Ashton, Newt Forager, Gordo Sheckberry und „Bitter“ Stevil von Hostle. Wenn die KoDT für die typischen, eher netten Rollenspieler stehen, sind die „Black Hands“ diejenigen, mit denen andere Rollenspieler lieber nichts zu tun haben.

### Hard Eight Enterprises
Die fiktive Spielefirma, die in der Welt von KoDT die Rollenspiele Hackmaster, Spacehack, Cattlepunk u.v.a veröffentlicht. Gegründet und lange Zeit geleitet von Gary Jackson.